# 马塞洛·达米昂
马塞洛·达米昂（葡萄牙語：Marcelo Damião，1975年3月19日—），生于巴西圣保罗州坎皮纳斯，意大利男子篮球运动员。他曾代表意大利获得2000年夏季奥运会篮球比赛男子第五名。